# Советский район (Алтайский край)
Сове́тский райо́н — административно-территориальное образование (сельский район) и муниципальное образование (муниципальный район) в Алтайском крае России.
Административный центр — село Советское, расположенное в 165 км к юго-востоку от Барнаула.

## География
Район расположен на юго-востоке края. Рельеф предгорный. Разведаны запасы торфа, бутового камня, глины, гравия, песка. Климат континентальный. Средняя температура января −18,2 °C, июля +18,9 °C. Годовое количество атмосферных осадков — 450 мм.
Площадь — 1500 км².
Северную и восточную границу района образует река Катунь. По территории района протекают реки Каменка, Сетовка, Поперечная и другие, имеется 6 озёр. Почвы — чернозёмы обыкновенные и выщелоченные. Растут сосна, берёза, тополь, пихта, дуб, кустарники, богатое разнотравье. Обитают из зверей — косуля, барсук, лиса, заяц-русак, бобр, горностай, лось, хорёк, колонок; из птиц — куропатка, лебедь-шипун, бекас, чирок, чибис, гагара, чайка, серый журавль.

## История
Образован в 1935 году как Грязнухинский район. 10 декабря 1960 года переименован в Советский район. 1 февраля 1963 года упразднён, 30 декабря 1966 года восстановлен.

## Население
| 1996    | 1997    | 1998    | 1999    | 2000    | 2001    | 2002    |
| ------- | ------- | ------- | ------- | ------- | ------- | ------- |
| 18 600  | →18 600 | ↘18 500 | →18 500 | ↗18 600 | ↘18 500 | ↘18 200 |
| 2003    | 2004    | 2005    | 2006    | 2007    | 2008    | 2009    |
| ↘17 988 | ↘17 749 | ↘17 556 | ↘17 290 | ↘17 173 | ↘17 025 | ↘16 931 |
| 2010    | 2011    | 2012    | 2013    | 2014    | 2015    | 2016    |
| ↘16 467 | ↘16 425 | ↘16 313 | ↘16 244 | ↘16 236 | ↘15 967 | ↘15 733 |
| 2017    | 2018    | 2019    | 2020    | 2021    |         |         |
| ↘15 504 | ↘15 321 | ↘15 143 | ↘15 001 | ↘14 059 |         |         |

### Национальный состав[17]
| национальность | мужчин | женщин | всего  | %    |
| -------------- | ------ | ------ | ------ | ---- |
| русские        | 7958   | 8894   | 16 852 | 93,3 |
| немцы          | 275    | 303    | 578    | 3,2  |
| украинцы       | 83     | 96     | 179    | 0,99 |
| армяне         | 65     | 50     | 115    | 0,64 |
| белорусы       | 30     | 32     | 62     | 0,34 |
| азербайджанцы  | 26     | 15     | 41     | 0,23 |
| татары         | 17     | 21     | 38     | 0,21 |
| алтайцы        | 16     | 18     | 34     | 0,19 |
| итого:         | 8562   | 9498   | 18 060 | 100  |

## Административно-муниципальное устройство
Советский район с точки зрения административно-территориального устройства края включает 12 административно-территориальных образований — 12 сельсоветов.
Советский муниципальный район в рамках муниципального устройства включает 12 муниципальных образований со статусом сельских поселений:
| №  | Сельское поселение        | Административный центр | Количество населённых пунктов | Население (чел.) | Площадь (км²) |
| -- | ------------------------- | ---------------------- | ----------------------------- | ---------------- | ------------- |
| 1  | Кокшинский сельсовет      | село Кокши             | 2                             | ↗931             | 139,52        |
| 2  | Коловский сельсовет       | село Колово            | 1                             | ↘359             | 118,42        |
| 3  | Красноярский сельсовет    | село Красный Яр        | 1                             | ↘1114            | 155,58        |
| 4  | Никольский сельсовет      | село Никольское        | 3                             | ↘990             | 138,47        |
| 5  | Платовский сельсовет      | село Платово           | 1                             | ↘730             | 80,35         |
| 6  | Половинский сельсовет     | село Половинка         | 1                             | ↘610             | 82,41         |
| 7  | Сетовский сельсовет       | село Сетовка           | 1                             | ↘948             | 173,10        |
| 8  | Советский сельсовет       | село Советское         | 1                             | ↘4634            | 131,58        |
| 9  | Талицкий сельсовет        | село Талица            | 1                             | ↗396             | 66,89         |
| 10 | Урожайный сельсовет       | село Урожайное         | 3                             | ↘1644            | 200,33        |
| 11 | Шульгин-Логский сельсовет | село Шульгин Лог       | 2                             | ↗944             | 176,25        |
| 12 | Шульгинский сельсовет     | село Шульгинка         | 3                             | ↘1569            | 82,43         |

### Населённые пункты
В Советском районе 20 населённых пунктов.
В сносках к названию населённого пункта указана административно-территориальная принадлежность

| Советское   | ↘4634 |
| Шульгинка   | ↘1372 |
| Урожайное   | ↘1178 |
| Красный Яр  | ↘1114 |
| Сетовка     | ↘948  |
| Кокши       | ↘868  |
| Шульгин Лог | ↗856  |

| Никольское | ↘746 |
| Платово    | ↘730 |
| Половинка  | ↘610 |
| Семилетка  | ↗429 |
| Талица     | ↗396 |
| Колово     | ↘359 |
| Хуторки    | ↗263 |

| Сосновка  | →236 |
| Колбаны   | ↗207 |
| Лебединый | ↗193 |
| Карасук   | ↗144 |
| Глинка    | ↘140 |
| Заречный  | ↘75  |

## Экономика
Основное направление экономики — сельское хозяйство. Развито производство зерна, мяса, молока. Хозяйство «Сибирское» специализируется на выращивании облепихи. На территории района находятся крупный пивоваренный завод, несколько элеваторов, комбикормовые заводы, маслосырзавод, кирпичный завод, гравийно-песчаный карьер. Наряду с соседними Смоленским и Алтайским районами является экономически благополучным и инвестиционно-привлекательным.

## Транспорт
По территории района проходит автомобильная трасса «Бийск — Черга».